# Филип Бекаревич (єпископ)
Филип Бекаревич (в миру Яків Бекаревич; 1862 — 17 лютого (2 березня) 1902, Чернігів) — єпископ Новгород-Сіверський, вікарій Чернігівської єпархії Відомства православного сповідання Російської імперії.

## Біографія
Народився Филип Бекаревич у 1862 році в сім'ї священика Могильовської єпархії.
У 1884 році закінчив Могильовську духовну семінарію і вступив до Санкт-Петербурзької духовної академії.
12 грудня 1887 року, будучи студентом IV курсу, постригся в ченці, з ім'ям Филип.
8 травня 1888 висвячений на ієромонаха.
У цьому ж році закінчив академію зі ступенем кандидата богослов'я і 2 жовтня призначений наглядачем Віленського духовного училища. Тут він уперше заявив себе аскетом.
У 1890 році переміщений в Новгородську духовну семінарію інспектором.
У 1893 році возведений у сан архімандрита і призначений ректором Самарської духовної семінарії.
17 серпня 1897 хіротонізований на єпископа Прилуцького, вікарія Полтавської єпархії.
З 6 листопада 1899 року — єпископ Новгород-Сіверський, вікарій Чернігівської єпархії.
Відрізнявся нездирництвом, простотою, висотою християнського ідеалу і чистотою душі, що відзначалася дитячою довірливістю. Любив духовну науку і особливо Святе Письмо. Як проповідник відрізнявся глибиною думки і задушевністю.
Помер 17 лютого 1902 роки від сухот і раку в Чернігові. Похований там у Єлецькому монастирі.
Після його смерті залишилося багато рукописів, приготованих до друку, в зошитах, книжках і просто на аркушах. Протоієрей Самари о. В. Лаврський просив про допущення до вивчення вчених праць Филипа і про надання права видати їх.
Після нього залишилася бібліотека, в якій нараховувалося до 6000 книг з різних галузей знання і він сам склав каталог цієї бібліотеки, спершу по картковій системі, потім начорно переписав його в особливий зошит в лист, а під час відпустки переписував його начисто.